# Stillwater (Oklahoma)
Stillwater ist eine Stadt im US-amerikanischen Bundesstaat Oklahoma und Verwaltungssitz des Payne County. Das U.S. Census Bureau hat bei der Volkszählung 2020 eine Einwohnerzahl von 48.394 ermittelt.
Am 12. Dezember 1884 wurde Stillwater als erste Siedlung überhaupt auf dem Gebiet von Oklahoma gegründet.
Geografisch gesehen liegt Stillwater nordöstlich der „Oklahoma City Metropole“, welche aus sieben Verwaltungsbezirken um die Hauptstadt Oklahoma City herum besteht und insgesamt 1.192.989 Einwohner zählt. Daher wird Stillwater oft als Satellitenstadt von Oklahoma City aufgefasst. Sie ist eine der am schnellsten wachsenden Städte Oklahomas.

## Geographie
Stillwater liegt 97 km nordöstlich von Oklahoma City und 105 km westlich von Tulsa. Laut dem amerikanischen, statistischen Bundesamt hat die Stadt eine Größe von insgesamt 70 km2. Davon entfallen 1,2 km2 (1,6 %) auf Wasserflächen.
|                        | Jan  | Feb  | Mär  | Apr  | Mai   | Jun   | Jul  | Aug  | Sep  | Okt  | Nov  | Dez  |   |       |
| Mittl. Temperatur (°C) | 2,2  | 4,5  | 9,4  | 14,7 | 19,8  | 24,5  | 27,3 | 27,1 | 22,1 | 15,6 | 9,2  | 3,1  | ⌀ | 15    |
| Mittl. Tagesmax. (°C)  | 9,3  | 11,7 | 16,6 | 22,2 | 26,3  | 30,7  | 33,8 | 34,1 | 29,3 | 23,1 | 16,3 | 9,9  | ⌀ | 22    |
| Mittl. Tagesmin. (°C)  | −5,0 | −2,7 | 2,3  | 7,2  | 13,3  | 18,3  | 20,8 | 20,1 | 14,9 | 8,1  | 2,1  | −3,6 | ⌀ | 8     |
|                        |      |      |      |      |       |       |      |      |      |      |      |      |   |       |
| Niederschlag (mm)      | 34,4 | 43,2 | 81,0 | 87,1 | 128,5 | 126,5 | 79,8 | 81,0 | 97,8 | 83,1 | 61,5 | 43,9 | Σ | 947,8 |
|                        |      |      |      |      |       |       |      |      |      |      |      |      |   |       |
| Regentage (d)          | 4    | 5    | 7    | 7    | 9     | 8     | 5    | 7    | 7    | 7    | 5    | 5    | Σ | 76    |

| −5,0 |

| −2,7 |

| 2,3 |

| 7,2 |

| 13,3 |

| 18,3 |

| 20,8 |

| 20,1 |

| 14,9 |

| 8,1 |

| 2,1 |

| −3,6 |

| −5,0 |

| −2,7 |

| 2,3 |

| 7,2 |

| 13,3 |

| 18,3 |

| 20,8 |

| 20,1 |

| 14,9 |

| 8,1 |

| 2,1 |

| −3,6 |

## Bevölkerung
Im Jahr 2000 gab das statistische Bundesamt der USA die Bevölkerungszahl von Stillwater mit 39.065 an. Alleine 28,5 % der Einwohner waren zu diesem Zeitpunkt zwischen 20 und 24 Jahren alt. 53,3 % aller Einwohner von Stillwater waren im Jahr 2000 24 Jahre und jünger. Das Durchschnittsalter betrug 23,9 Jahre. Der Grund für das geringe Durchschnittsalter der Stadt ist die hohe Studentenanzahl (23.307, entspricht 59,6 %) an der Oklahoma State University, welche in Stillwater ihren Sitz hat.

## Geschichte
Das Gebiet des heutigen Bundesstaats Oklahoma wurde in der ersten Hälfte des 19. Jahrhunderts als Indianerterritorium zum Siedlungsgebiet von indigenen Völkern, die aus Siedlungsgebieten östlich des Mississippis vertrieben wurden (Pfad der Tränen). Nach dem Ende des Sezessionskriegs wuchs das Interesse europäischstämmiger Siedler am Territorium.
Eine Boomer genannte Gruppe vertrat ab den späten 1870er-Jahren die Ansicht, ein nicht bestimmten Indianerstämmen zugewiesenes Gebiet, die Unassigned Lands, im Zentrum des Territoriums sei als öffentliches Land frei verfügbar. Zu den prominentesten Verfechtern zählte Elias Cornelius Boudinot mit Unterstützung der Missouri-Kansas-Texas Railroad. Doch der amerikanische Präsident Rutherford B. Hayes wollte das Eindringen von Angloamerikanern in das geschützte Land verhindern und rief am 26. April 1879 eine Proklamation aus, die es untersagte dieses Land zu betreten, da es den Indianern gehöre. Doch es war bereits zu spät. Nur fünf Jahre später im Jahre 1884 konnte die Regierung dem Druck der Bevölkerung nicht mehr standhalten und das Amtsgericht in Topeka, Kansas, urteilte, dass es ab sofort kein Verbrechen mehr sei, auf diesem Land zu siedeln. Am 12. Dezember 1884 wurde Stillwater als erste Siedlung in den (vormaligen) Unassigned Lands gegründet. Nach dem ersten Land run (vgl. Oklahoma Land Run) am 22. April 1889 wurden auch weitere Gebiete von Angloamerikanern besiedelt.

## Wirtschaft und Kultur
Die Oklahoma State University ist der größte Arbeitgeber und Landbesitzer sowie kulturelles Zentrum der Stadt.
In den vergangenen Dekaden hat sich ein enormer Wandel in Stillwater vollzogen. Neue Geschäfte und Einkaufszentren sind eröffnet worden und große, nationale Ketten ersetzen die kleineren, regionalen Geschäfte. Grund dafür ist die enorme Expansion der Bevölkerung und die zunehmende jugendliche Altersdemographie.
All dies führt zu einem Rückgang der Bedeutung der Innenstadt von Stillwater. Viele Geschäfte stehen leer und nur noch wenige private Geschäfte sind vorhanden.

Die Kneipenmeile „The Strip“

Aufgrund der hohen Studentenzahl spielt sich das öffentliche Treiben meist um das Campus-Gelände ab. So gibt es eine florierende Gastronomie und Kneipenmeile, die als „The Strip“ bezeichnet wird. In einigen der Kneipen auf der Washington Street, welches der eigentliche Name der Kneipenmeile ist, kann man von Zeit zu Zeit die national erfolgreichen Bands von Stillwater wie etwa No Justice, The All-American Rejects, Cross Canadian Ragweed, Jason Boland, Other Lives oder Colourmusic hören. Die in Stillwater begründete Red-Dirt-Musikszene hat in den vergangenen Jahren diverse Countrymusiker herausgebracht und teilweise überregional bekannt gemacht. Außerdem besitzt Stillwater eine Industrielle Seite, die öfters übersehen wird. Die Magazine von Rolling Stone und ESPN werden hier in der Quebecor World Fabrik gedruckt. Als einer der größten Arbeitgeber nach der Universität ist Mercury Marine ein Produzent von Bootsmotoren und Achterschiff – Fahrwerken. Armstrong produziert Bodenfliesen. National Standard stellt Reifen her. Stillwater Milling ist eine riesige Futter- und Weizen Lagerungsanlage.
Die Arbeitslosigkeit in Stillwater beträgt 5,4 % (30. Juni 2009) und liegt damit unter dem Landesdurchschnitt (5,8 %).

## Bildung
Stillwater ist eines der geistigen Zentren Oklahomas. Die Oklahoma State University – Stillwater zählt über 20.000 Studenten. Darüber hinaus sind auch noch das Northern Oklahoma College und das Meridian Technology Center mit jeweils einer Zweigstelle in Stillwater ansässig.

## Verkehr
Die Hauptstraßen der Stadt sind zweispurig ausgebaut und bieten eine gute Verbindung zu den Nachbarstädten Tulsa und Oklahoma City. Eine Bahnverbindung oder Straßenbahnnetz fehlt hingegen ganz. Im Zuge der Expansion der Oklahoma State Universität hat sich ein gutes Busnetz innerhalb des Campus, aber auch darüber hinaus aufgebaut. Nicht nur Studenten können den Universitätsbus nutzen, sondern auch Bewohner oder Touristen.

## Bekannte Bewohner
- James E. Hill (1921–1999), General der United States Air Force
- William H. Sewell Jr. (* 1940), Politikwissenschaftler und Historiker
- Bill Hartman (1943–2022), Posaunist und Hochschullehrer
- Irene Miracle (* 1954), Schauspielerin und Filmproduzentin
- Kim Little (* 1970), Filmschauspielerin und Autorin
- James Marsden (* 1973), Schauspieler
- Tyson Ritter (* 1984), Sänger, Model und Schauspieler, geboren in Stillwater
- The All-American Rejects (gegründet 1999), Rock-Gruppe